# Acalypha portoricensis
Acalypha portoricensis är en törelväxtart som beskrevs av Johannes Müller Argoviensis. Acalypha portoricensis ingår i släktet akalyfor, och familjen törelväxter. Inga underarter finns listade i Catalogue of Life.